# Саулевич Ян Домінікович
Саулевич Ян Домінікович (20.03.1897—25.09.1937) — функціонер польської комуністичної роботи в Україні. Член ВУЦВК.

## Життєпис
Народився в садибі Огородники Двінського повіту Вітебської губернії в родині дрібного шляхтича, який 1908 придбав фільварок Гаспарі в Курляндській губернії. Закінчив Двінське реальне училище (1914), навчався в Харківському с.-г. інституті (1914—22, із перервою). Із травня 1917 — член Польського соціалістичного об'єднання в Харкові, із серпня 1917 — член Польської соціалістичної партії (лівиці). Наприкінці 1917 повернувся до Курляндії (історична область на півдні і заході Латвії), брав участь у діяльності насаджуваних там органів радянської влади. 1919—20 — у РСЧА. Після демобілізації в листопаді 1920 відновився в Харківському с.-г. інституті, який закінчив 1922; 1923 став аспірантом цього вузу. Член КП(б)У з 1924.
Один із зачинателів і керівників роботи з національними меншинами (насамперед поляками) України: із 1923 — співробітник відділу національних меншин НКВС УСРР, 1924—січень 1930 — член, заступник голови Центральної комісії нац. меншин при ВУЦВК. Із січня 1930 — відповідальний співробітник, член колегії наркомату землеробства УСРР у Харкові (1930—34). 13 червня 1934 виключений із КП(б)У за "втрату класової пильності і змикання зі шкідницькими елементами" в апараті наркомату землеробства УСРР. Виїхав до м. Саратов (нині місто в РФ), де із 26 жовтня 1934 працював нач. відділу скотарства Крайового земельного управління.
13 грудня 1934 заарештований місцевим НКВС й етапований до Києва в розпорядження НКВС УСРР, який інкримінував С. приналежність до Польської військової організації. 13 січня 1935 написав "покаянну" заяву на ім’я наркома внутр. справ УСРР В.Балицького й надалі співпрацював зі "слідством", зокрема "визнав" свою належність до Польської військової організації, але наголошував, що вже давно відійшов від контрреволюційної діяльності, оскільки бажав чесно працювати. 8 червня 1935 Спецколегією Київського обласного суду засуджений до 10-ти років таборів. Був затриманий у київській в’язниці для подальших свідчень у "справах" ін. обвинувачених у приналежності до Польської військової організації. Із весни 1936 відбував покарання в Усть-Печорському таборі.
Потрапив під дію злочинного "польського наказу" НКВС СРСР № 00485 від 11 серпня 1937. 22 вересня 1937 позасудовим рішенням наркома внутр. справ М.Єжова та прокурора СРСР А.Вишинського (протокол № 34) С., імовірно, попередньо повернутий до Києва для проведення "додаткового розслідування", у групі 44-х "польських контрреволюціонерів" — на підставі відповідного подання центр. апарату НКВС УРСР — був засуджений до смерті та через кілька днів страчений. Імовірно, захоронений у Биківні.
Реабілітований 26 квітня 1990 Судовою колегією із кримінальних справ Верховного суду УРСР.